# Denis Rizvanović
Denis Rizvanović (* 6. Februar 1987 in Wien) ist ein österreichischer Fußballspieler bosniakischer Herkunft. Derzeit steht er beim 1. Simmeringer SC in der drittklassigen österreichischen Regionalliga-Ost unter Vertrag.

## Vereinskarriere
Rizvanović begann seine Karriere in der Jugend von Post SV Wien. 2006 wechselte er innerhalb Wiens zum Traditionsklub First Vienna FC 1894, für die er 2006 unter Trainer Franz Weiss in der Regionalliga Ost debütierte.
Nach zwei Jahren in der Regionalliga, wechselte er im August 2008 mit seinem Freund Daniel Kogler nach Bosnien und Herzegowina in die Premijer Liga zum Traditionsverein FK Velež Mostar. Sein Profidebüt für FK Velež Mostar unter Trainer Avdo Kalajdzic gab Rizvanović am 13. September 2008 bei der 0:2-Heimniederlage gegen HŠK Zrinjski Mostar. Bei Mostar kam er in der Saison 2008/2009 zu Einsätzen in der Prva Liga FBiH und im Kup Bosne i Hercegovine.
2009/10 wechselte er auf die Malediven zum Fußballverein VB Sports, mit denen er Meister wurde. Dort spielte Rizvanovic in der Dhivehi League.
Nach seiner Rückkehr nach Österreich spielte er eine gesamte Saison für die Futsal-Mannschaft Stella Rossa tipp3, ehe er 2011 zum 1. Simmeringer SC wechselte.

## International
Mit vier Einsätzen für die bosnisch-herzegowinische U-21-Nationalmannschaft sammelte Rizvanović internationale Erfahrungen.

## Titel und Erfolge
- Maledivischer Meister 2010 mit VB Sports